# Alberto Guitián
Alberto Guitián Ceballos (ur. 29 lipca 1990 w Los Corrales de Buelna) – hiszpański piłkarz występujący na pozycji obrońcy w Leonesa.